# Costo social
En economía, el costo social se define de modo general en oposición al "costo privado".
La teoría económica ayuda a la toma de decisiones individuales como una medida de costes y beneficios. La teoría de la elección racional suele asumir que los individuos solo tienen en cuenta a la hora de tomar una decisión los costes que ellos mismos asumen, pero no los costes que pueden ser asumidos por otros.
Si todos los bienes son puramente privados, los costes asumidos por los individuos serían el único coste económicamente significativo. Por ejemplo, la elección de adquirir un vaso de limonada en un puesto de limonada tendría consecuencias prácticamente inexistentes para cualquier otra persona excepto para el vendedor o el comprador. Los costes existentes en esta actividad económica son los costes de los limones, del azúcar y del agua, ingredientes de la limonada, el coste de oportunidad del trabajo dedicado a mezclar los ingredientes para obtener limonada, así como los costes de transacción, como caminar hasta el puesto.

## Implicaciones
Cuando existe una externalidad negativa, entonces los costes sociales serán mayores que los costes privados. La contaminación ambiental es un ejemplo de coste social que con frecuencia es soportado completamente por el contaminador, creando así una externalidad negativa de su actividad económica. Cuando existe una externalidad positiva, entonces puede que haya personas que tengan "beneficios" sociales más altos que los "beneficios" privados. Por ejemplo, cuando un oferente de servicios educativos indirectamente beneficia a la sociedad en su conjunto pero solo recibe pagos de sus beneficiarios directos. En ambos casos, los economistas hablar de estas situaciones como de fallos de mercado, porque los recursos serán asignados ineficientemente. En el caso de las externalidades negativas, los agentes privados realizarán la actividad económica por exceso. En el caso de una externalidad positiva, su implicación será demasiado pequeña. La tasa marginal de transformación en la producción, así, no será igual a la relación marginal de sustitución en el consumo como consecuencia del efecto de la externalidad y como resultado no se producirá un equilibrio Pareto eficiente.